# Lil Tecca
Tyler-Justin Anthony Sharpe (Queens, New York, 2002. augusztus 26. –), hivatásosan Lil Tecca néven ismert amerikai rapper, énekes, dalszerző és lemezproducer. A mainstream hírnevet a "Ransom" című kislemeze hozta el számára, amely a Billboard Hot 100 negyedik helyén tetőzött. A kislemez bekerült a We Love You Tecca (2019) debütáló mixtape-jére, amely az amerikai Billboard 200 4. helyét érte el. A mixtape-ben többek közt szerepelt a "Love Me" és a "Did It Again" című számok is. Debütáló stúdióalbuma, a Virgo World (2020) a Billboard 200 10. helyén debütált, és tartalmazott 2 darab Billboard Hot 100 listás dalat: "Dolly" és "When You Down".

## Fiatalkora
Tyler-Justin Anthony Sharpe 2002. augusztus 26-án született New York Queens területén jamaicai bevándorlók gyermekeként. Queens szomszédságában, a Springfield Gardens-ben nevelkedett, de később a Long Island-i Cedarhurst-ba költözött. Sharpe fiatal korától kezdve arra törekedett, hogy az NBA-ben szerepeljen, de 12 éves kora körül a zenei karrier folytatása felé fordította figyelmét. A Lawrence középiskolába járt.

## Karriere
Amikor Tecca kilenc éves volt, a zene iránti érdeklődését kielégítette azzal, hogy barátaival rappelt egy fejhallgatóval miközben videojátékokat játszottak. Egymás felé irányított "disstrack"-eket készítenének, amelyek közül az egyiket évekkel ezelőtt feltöltötték a SoundCloud-ra, de azóta levették. Eleinte nem állt szándékában zenei karrierbe kezdeni, ehelyett arról álmodozott, hogy NBA-sztár legyen. Középiskolás éveiben azonban elvesztette érdeklődését a kosárlabda iránt, és fontolóra vette, hogy komolyabban veszi a zenét.  Első, némi népszerűségre számot adó dala, a "Tectri", barátjával, Lil Gummybearrel együttműködve készült, és 2017 elején jelent meg. Egyéb előzetes dalai közé tartozik a "Callin". Alig egy évvel később Tecca karrierje kezdetét vette a nagylemez, a "Ransom", amelyet eredetileg Cole Bennett Lyrical Lemonade YouTube csatornájára töltöttek fel 2019. május 22-én. A dal a Billboard Hot 100 toplistájának 4. helyére ért el és több mint 800 millió lejátszást kapott a Spotifyon és több mint 300 millió megtekintést a YouTube-on. 
2019. augusztus 30-án Tecca kiadta debütáló keverékét We Love You Tecca címmel. A mixtape a US Billboard 200 4. helyén tetőzött. Több kislemez megjelentetése után, Tecca 2020. szeptember 18-án kiadta debütáló albumát, a Virgo World-öt.